# Liste der Biografien/Stray
Liste der Biografien |
Portal Biografien |
Personensuche
# |
A |
B |
C |
D |
E |
F |
G |
H |
I |
J |
K |
L |
M |
N |
O |
P |
Q |
R |
S |
T |
U |
V |
W |
X |
Y |
Z |
?
 
Sa |
Sb |
Sc |
Sd |
Se |
Sf |
Sg |
Sh |
Si |
Sj |
Sk |
Sl |
Sm |
Sn |
So |
Sp |
Sq |
Sr |
Ss |
St |
Su |
Sv |
Sw |
Sy |
Sz
 
Sta |
Ste |
Sth |
Sti |
Stj |
Stl |
Sto |
Str |
Sts |
Stt |
Stu |
Stv |
Stw |
Sty
 
Stra |
Strb |
Stre |
Strg |
Stri |
Strl |
Strm |
Strn |
Stro |
Strp |
Stru |
Stry |
Strz
 
Straa |
Strab |
Strac |
Strad |
Strae |
Straf |
Strag |
Strah |
Strai |
Straj |
Strak |
Stral |
Stram |
Stran |
Strap |
Stras |
Strat |
Strau |
Strav |
Straw |
Strax |
Stray |
Straz
Die Liste der Biografien führt alle Personen auf, die in der deutschsprachigen Wikipedia einen Artikel haben. Dieses ist eine Teilliste mit 8 Einträgen von Personen, deren Namen mit den Buchstaben „Stray“ beginnt.

## Stray
- Stray, Christopher (* 1943), britischer Soziologe und Wissenschaftshistoriker auf dem Gebiet der Geschichte der Klassischen Philologie
- Stray, Sigrid (1893–1978), norwegische Juristin und Frauenrechtlerin
- Stray, Svenn (1922–2012), norwegischer Politiker (Høyre), Mitglied des Storting

### Straye
- Strayed, Cheryl (* 1968), US-amerikanische Schriftstellerin, Essayistin und PodcasterinCheryl Strayed (* 1968)

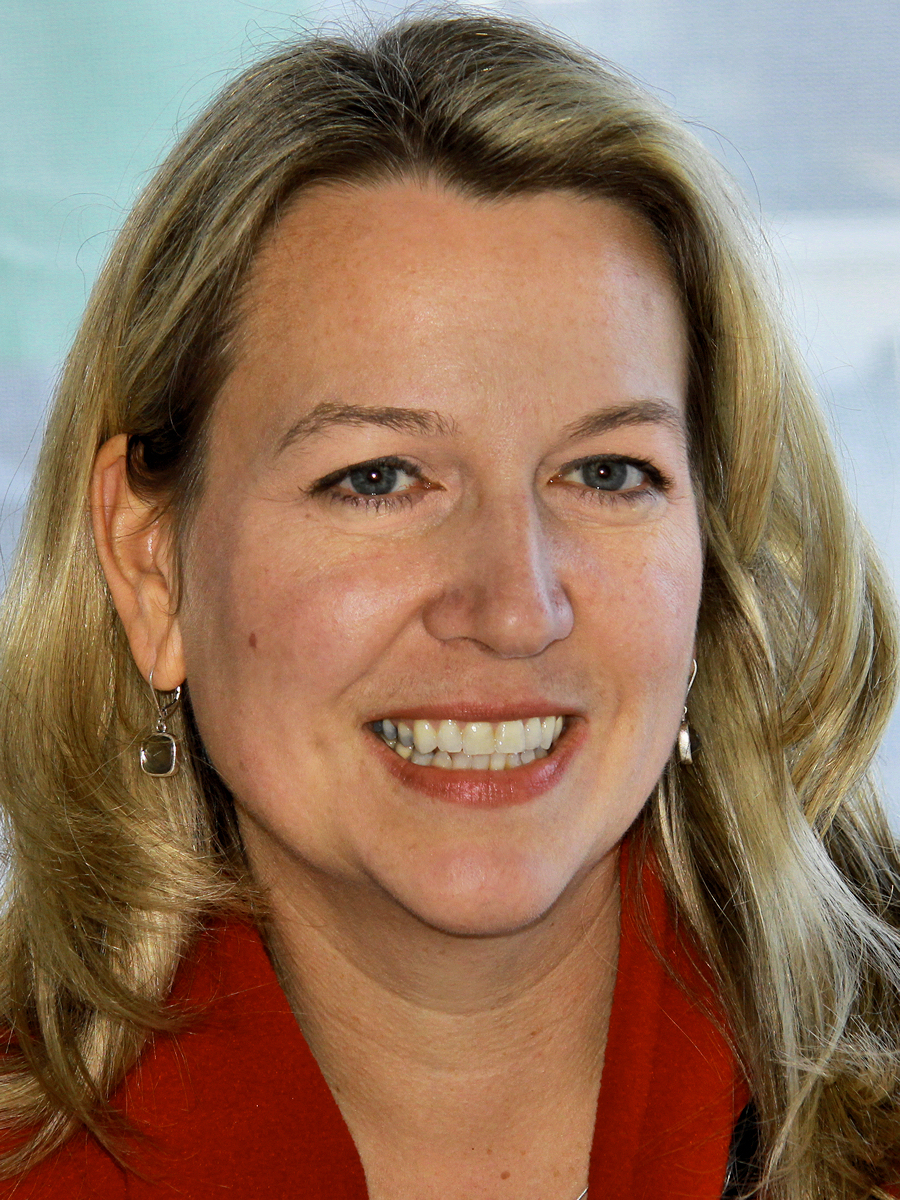
Cheryl Strayed (* 1968)

- Strayer, Frank R. (1891–1964), US-amerikanischer Regisseur
- Strayer, Kerry (1956–2013), US-amerikanischer Jazzmusiker
- Strayer, Ryan (* 1985), US-amerikanisch-neuseeländischer Eishockeyspieler

### Strayh
- Strayhorn, Billy (1915–1967), US-amerikanischer Jazzmusiker